# Агломазовское сельское поселение
Аглома́зовское се́льское поселе́ние — муниципальное образование в Сасовском районе Рязанской области России.

## История
Образовано в результате муниципальной реформы 2006 г. в результате объединения существовавших ранее на данной территории двух сельских округов — Агломазовского (центр Агломазово) и Усадовского (центр Усады) — с возложением административного управления на село Агломазово.

## Население
| 2010 | 2012 | 2013 | 2014 | 2015 | 2016 | 2017 |
| ---- | ---- | ---- | ---- | ---- | ---- | ---- |
| 960  | ↘926 | ↘888 | ↘862 | ↘836 | ↘816 | ↘803 |
| 2018 | 2019 | 2020 | 2021 |      |      |      |
| ↘771 | ↘742 | ↘719 | ↘679 |      |      |      |

## Административное устройство
Образование и административное устройство сельского поселения определяются законом Рязанской области от 07.10.2004 № 96-ОЗ.
Границы сельского поселения определяются законом Рязанской области от 08.12.2008 № 189-ОЗ.
С 01.03.2009 по 14.09.2014 главой поселения была Артомонова Валентина Александровна.

## Населённые пункты
В состав сельского поселения входят 8 населённых пунктов:
| Населённый пункт | Статус  | Население, человек | Год  | % от населения поселения | Расстояние до центра поселения, км | Расстояние до райцентра, км | Примечание |
| ---------------- | ------- | ------------------ | ---- | ------------------------ | ---------------------------------- | --------------------------- | ---------- |
| Агломазово       | село    | 391                | 2010 | 57.6                     | —                                  | 27                          |            |
| Ернеево          | село    | 134                | 2010 | 19.7                     | 2                                  | 30                          |            |
| Колдамышево      | деревня | 42                 | 2010 | 6.2                      | 2                                  | 26                          |            |
| Лотказино        | деревня | 97                 | 2010 | 14.3                     | 3                                  | 31                          |            |
| Раково           | село    | 48                 | 2010 | 7.1                      | 5                                  | 32                          |            |
| Теньсюпино       | деревня | 60                 | 2010 | 8.8                      | 1                                  | 28                          |            |
| Усады            | село    | 139                | 2010 | 20.5                     | 4                                  | 31                          |            |
| Усеиново         | деревня | 26                 | 2010 | 3.8                      | 6                                  | 32                          |            |
| Хрущёво          | деревня | 23                 | 2010 | 3.4                      | 1                                  | 29                          |            |